# ميشيل لوجان غريشام
ميشيل لين لوجان غريشام (بالإنجليزية: Michelle Lynn Lujan Grisham)‏ هي سياسية ومحامية أمريكية من الحزب الديمقراطي، ولدت في يوم 24 أكتوبر 1959 في بلدة لوس ألاموس في نيومكسيكو. هي محافظة نيومكسيكو الحالية منذ سنة 2019، حيث خلفت سوسانا مارتينيز بعد أن هزمت ستيف بيرس.